# Кучукское
Кучу́кское — горько-солёное озеро в Благовещенском районе Алтайского края на Кулундинской равнине. Второе по величине озеро Алтайского края после Кулундинского, расположенного в 6 км севернее.
Расположено на высоте 98,4 м над уровнем моря, площадь 166 км², длина 20 км, ширина 13 км, средняя глубина 2,3 м. Питание снеговое; зимой не замерзает. Площадь водосбора 3240 км². С востока впадает река Кучук, с юга — ручей Солоновка. С востока имеется сток из близлежащего озера Кривое. Береговая линия озера ровная, небольшие заливы имеются лишь при впадении речек Кучук и Солоновка. Солёность воды 216—320 г/л.
Озеро представляет собой палеозалив Кулундинского озера, с которым сейчас соединено протокой. Между озёрами построена водорегулирующая плотина для подачи в озеро Кучук кулундинской воды для обогащения его солями.
На дне присутствуют залежи мирабилита слоем до 3,5 м.
В озере обитает 4-х миллиметровое ракообразное артемия салина, преобладают его полиплоидные формы.
В 1960 году вблизи озера создано крупное предприятие химической отрасли Кучуксульфат. В производстве используется сырьё, которое добывается из естественной рапы озера.
Ближайшие населённые пункты: посёлки Благовещенка, Степное Озеро и Байгамут.
Код водного объекта — 13020000111115200007656.